# 釧路新道
- 日本の道路 > 一般国道 > 国道38号 > 釧路新道

釧路新道（くしろしんどう）は、北海道釧路市新野から同市北園の釧路西ICに至る国道38号のバイパスである。釧路空港、釧路港へのアクセス改善、釧路西ICで接続する国道38号・国道44号釧路外環状道路と一体となって釧路都市圏の広域環状道路を形成し都市圏内の交通渋滞を解消することなどを目的として整備された。2013年12月13日に最後の未開通区間1.1kmが供用を開始し、総延長8.8kmの全線が開通した。

## 概要
全線が4車線化されている。起点側1.6kmは現道の拡幅区間であり、終点側7.2kmでバイパスが新設された。新設されたバイパス区間では他の道路と立体交差しており、本線上信号は設置されていない 。
起点の釧路市新野では2車線の国道38号現道からそのまま4車線の釧路新道に入り、間もなく北に向きを変え、釧路市大楽毛で釧路市街地に向かう国道38号現道と分かれ、途中東に進路を変え、一部区間では釧路湿原の中を進み、道東自動車道・釧路西ICに至る。その先は、釧路新道を道なりに進むと道東自動車道に合流する形態となっている 。

## 路線データ
- 起点 : 釧路市新野（国道38号現道帯広方面から連続）
- 終点 : 釧路市北園（釧路西IC）
- 路線延長 : 8.8km
- 道路規格 : 第3種第1級
- 車線数 : 4車線
- 幅員 : 33.0m
- 設計速度 : 80km/h

## 歴史
- 1978年度（昭和53年度）：都市計画決定
- 1992年度（平成4年度）：事業着手
- 1993年度（平成5年度）：部分供用（L=0.3km、4車線）
- 1994年度（平成6年度）：部分供用（L=0.4km、4車線）
- 1995年度（平成7年度）：部分供用（L=0.5km、4車線）
- 2000年度（平成12年度）：部分供用（L=0.8km、暫定2車線）
- 2004年度（平成16年度）：部分供用（L=2.5km、暫定2車線）
- 2006年度（平成18年度）：部分供用（L=3.3km、暫定2車線区間の4車線化）
- 2006年度（平成18年度）：部分供用（L=3.2km、暫定2車線）[2]
- 2013年（平成25年）12月13日：釧路市鶴野 - 釧路市北園（釧路西IC）間開通（L=1.1km、暫定2車線）[5]。
- 2024年（令和6年）12月22日：釧路市大楽毛（市道星が浦北通） - 釧路市北園（釧路西IC）間が4車線化され、全区間が4車線化[6]。

## 接続路線

### 高速道路
- E38 道東自動車道·  釧路西IC（釧路市北園41-178）

### 一般国道
- 国道38号（現道）（釧路市新野、釧路市大楽毛）
- 国道240号（釧路市大楽毛）

### 主要道道
- 北海道道53号釧路鶴居弟子屈線（釧路市鶴野）
- 北海道道148号釧路西インター線（釧路市北園 釧路西IC）